# Haiphong-Zwischenfall
Haiphong – Hanoi – Papillon – Léa – Ceinture – Route Coloniale 4 – Vĩnh Yên – Mạo Khê – Sông Đáy – Hòa Bình – Nghia Lo
– Lorraine – Nà Sản – Bretagne – Adolphe – Laos I – Atlante – Camargue – Hirondelle – Brochet – Mouette – Laos II – Điện Biên Phủ –  Mang-Yang-Pass
Der Haiphong-Zwischenfall (auch als Massaker oder Bombardierung von Haiphong bezeichnet) war eine Serie von Gefechten zwischen französischen Streitkräften des Fernostexpeditionskorps und Militär und Polizei der Demokratischen Republik Vietnam (DRV) in der nordvietnamesischen Hafenstadt Haiphong. Die Gefechte begannen als Vorfall bei einer Zollkontrolle am 20. November 1946 und endeten in einem Generalangriff der französischen Seite mit dem Ziel der Besetzung der Stadt am 23. November 1946. Die Zahl der zivilen Opfer wird auf mehrere Tausend geschätzt.
Der Zwischenfall befeuerte den Konflikt zwischen Frankreich und den Viet Minh und mündete knapp einen Monat später im Indochinakrieg.

## Hintergrund
Der Zweite Weltkrieg hatte die französische Kolonialherrschaft in Indochina deutlich geschwächt. Im März 1945 besetzten japanische Truppen in einer putschartigen Militäroperation die verbliebenen Verwaltungs- und Militärstrukturen der Kolonie. Nach der Kapitulation Japans besetzten nationalchinesische Truppen in Abstimmung mit den Alliierten die Kolonie nördlich des 16. Breitengrades. Südlich davon sollte das Land durch britische Truppen bis zum Eintreffen französischer Kräfte gesichert werden. In der chinesischen Besatzungszone konnten die Viet Minh ungehindert agieren und errichteten dort in der Augustrevolution ihren eigenen, von Frankreich und international nicht anerkannten Staat. Während der einjährigen chinesischen Besatzungszeit etablierte sich ein Modus-vivendi zwischen den Viet Minh und den Franzosen, der von beiden Seiten für Verhandlungen genutzt wurde. Die französische Seite war nicht gewillt, eine militärische Konfrontation mit den chinesischen Truppen zu riskieren. Die vietnamesische Seite sah sich aufgrund ihrer materiellen und militärischen Unterlegenheit nicht in der Lage, einen offenen Krieg gegen das Expeditionskorps zu führen. Im Rahmen der vertraglichen Verhandlungen wurde Frankreich eine Militärpräsenz im Hafen von Haiphong zugestanden, welche diese am 6. März 1946, dem Tags des Abschlusses des Ho-Sainteny-Abkommens in Stellung brachten. Der Hafen inklusive der Zoll- und Grenzkontrollen sollte weiterhin von der DRV durchgeführt werden. Im September 1946 entfiel mit dem Abzug der chinesischen Truppen der Hinderungsgrund auf französischer Seite für eine Wiederherstellung der kolonialen Ordnung auf militärischem Weg.

## Gefechte vom 20. bis 23. November 1946
Am 20. November 1946 beschlagnahmte ein Landungsschiff der Franzosen eine chinesische Dschunke und das von ihr bereits ausgeladene Erdöl. Dabei kam es zu einer Konfrontation zwischen den französischen Soldaten an Land und den bewaffneten Kräften der DRV im Hafen. Beide Seiten beschuldigten die Gegenseite der Eröffnung des Feuers aus Infanteriewaffen. Die angelandeten Soldaten wurden von den Vietnamesen entwaffnet und in eine Polizeistation abtransportiert. Der örtliche französische Befehlshaber Oberst Dèbes beorderte Panzerwagen vor die Polizeistation. Auch hier kam es zu einem erneuten Feuergefecht. Verbindungsoffiziere beider Seiten einigten sich auf die Freilassung der französischen Soldaten am selben Tag. Das Militärfahrzeug, das sie abholen sollte, wurde jedoch beschossen und zwei Insassen verwundet. Währenddessen kam es zu Feuergefechten zwischen französischen und vietnamesischen Soldaten in der Innenstadt und im Chinesenviertel von Haiphong. Die gefangenen französischen Soldaten wurden noch am 20. November von den Viet Minh freigelassen. Die Einstellung der Kämpfe ging auf Vermittlung des französischen Befehlshabers in Hanoi, General Molière, zurück. Am 21. November wurde eine Untersuchungsdelegation aus Hanoi bestehend aus französischen und vietnamesischen Militärs von unbekannter Seite beschossen, aber die Stadt kam zur Ruhe. Der Historiker Stein Tonnesson sieht in dem Umstand, dass die an Land gegangenen Soldaten Angehörige einer direkt dem Gouverneur verantwortlichen Nachrichtendiensteinheit waren, ein starkes Indiz für eine Inszenierung des ersten Zwischenfalls.
Im Hintergrund überstimmte zunächst auf französischer Seite Molière den Befehlshaber Debès vor Ort, der die Gefechte bis zur Eroberung der Stadt eskalieren wollte. Molière wiederum wurde vom Kommandanten des Expeditionskorps Jean-Étienne Valluy und dem Gouverneur der Kolonie Georges Thierry d’Argenlieu am 21. und 22. November überstimmt. Am Abend des 21. November gab Valluy Debès per Telegramm den Befehl die Stadt im Gefecht zu nehmen. Dadurch umging er den militärischen Dienstweg durch Ausklammerung von Molière. Auf vietnamesischer Seite verfolgte Ho Chi Minh die Politik einer Verhandlungslösung.
Am 23. November stellte Debès den vietnamesischen Truppen ein Ultimatum, die Stadt binnen drei Stunden zu räumen. Nach Ablauf des Ultimatums befahl er den Generalangriff auf die Stadt. Prägendes Element des Angriffsplans war der Artilleriebeschuss durch die im Hafen liegenden französischen Schiffe von 10 Uhr bis 17 Uhr. Das Ziel war die Zerstörung des vietnamesischen Stadtteils, in dem die französische Führung die Viet Minh vermutete. Die Ausfallstraßen aus der Stadt wurden von Kampfflugzeugen im Tiefflug beschossen. Zwei Dörfer, eines davon der Hauptfluchtpunkt für die fliehende Zivilbevölkerung, wurden ebenso durch Schiffsartillerie beschossen. Den Viet Minh blieb angesichts der französischen Feuerüberlegenheit nur der Rückzug aus der Stadt mitsamt ihrer zivilen Strukturen. Dabei flohen die meisten Viet Minh mit den zivilen Flüchtlingsströmen. Am Folgetag kontrollierten französische Truppen die Stadt.

## Folgen
Die Zahl der Todesopfer ist umstritten. Konsens über französische und vietnamesische Quellen sind mindestens mehrere tausend Tote. Die Propaganda der Viet Minh verbreitete 10.000 bis 20.000 Tote als Opfer des Bombardements. Auf Anregung französischer kolonialer Nachrichtendienste verbreiteten auch französische Stellen solche Opferzahlen mit der Absicht zu zeigen, dass der kommunistische vietnamesische Staat seine Bevölkerung nicht vor dem französischen Militär beschützen könne. In einem Brief vom Dezember 1946 gab Ho Chi Minh rund 3000 Todesopfer der Gefechte an. Der US-amerikanische Konsul meldete rund 2000 Todesopfer an seine Regierung.
Die Eskalation in Haiphong überzeugte die Führung der Viet Minh, dass ein militärischer Konflikt mit der Kolonialmacht unausweichlich sei und unmittelbar bevorstehe. Die Viet Minh konzentrierten sich daraufhin auf den Aufbau von Guerillastrukturen auf Kosten des Versuch der Etablierung staatlicher Strukturen in den Bevölkerungszentren Nordvietnams. Die Führung der Viet Minh um Ho Chi Minh versuchte jedoch den Kriegsausbruch noch durch Verhandlungen hinauszuzögern um Zeit für Vorbereitungen zu gewinnen.